# Камсдорф
Камсдорф (њем. Kamsdorf) општина је у њемачкој савезној држави Тирингија. Једно је од 39 општинских средишта округа Залфелд-Рудолштат. Према процјени из 2010. у општини је живјело 2.891 становника. Посједује регионалну шифру (AGS) 16073036.

## Географски и демографски подаци
Камсдорф се налази у савезној држави Тирингија у округу Залфелд-Рудолштат. Општина се налази на надморској висини од 325-400 метара. Површина општине износи 6,9 km². У самом мјесту је, према процјени из 2010. године, живјело 2.891 становника. Просјечна густина становништва износи 419 становника/km².

## Међународна сарадња
| Мјесто | Држава | Врста сарадње | Од    |
| ------ | ------ | ------------- | ----- |
| Ходов  | Чешка  | партнерство   | 1984. |
| Извор  |        |               |       |